# Pseudopseudohypoparathyreoidismus
Unter dem Pseudopseudohypoparathyreoidismus (Pseudo-PHP) versteht man das Auftreten von Merkmalen der hereditären Albright-Osteodystrophie ohne eine Störung des Calciumstoffwechsels.
Diese Erkrankung wurde erstmals von Albright 1952 beschrieben. Sie geht mit einer inaktivierenden Mutation im GNAS1-Gen, welches die Alpha-Untereinheit des G-Proteins kodiert, bzw. Verminderung der Aktivität bzw. Verminderung der Konzentration des Gsα-Proteins einher.